# Andrew Wakefield
Andrew Wakefield (ur. 1957) – były brytyjski lekarz gastroenterolog i działacz ruchu antyszczepionkowego, pozbawiony prawa wykonywania zawodu lekarza w Wielkiej Brytanii z powodu nieuczciwych i nieetycznych praktyk. W 1998 r. opublikował w „The Lancet” zdyskredytowaną pracę badawczą, sugerującą związek między szczepionkami MMR a autyzmem i zaburzeniami jelit.   

## Życiorys
Urodził się w 1957 r. w rodzinie lekarzy. W 1981 r. ukończył studia medyczne w Londynie. W 1985 r. otrzymał stypendium, które umożliwiło mu pracę nad przeszczepami jelita cienkiego w kanadyjskim Toronto. Pod koniec lat 80. powrócił do Wielkiej Brytanii. Jest żonaty.
W 1998 opublikował wraz z 12 innymi naukowcami (Wakefield był pierwszym autorem) w czasopiśmie naukowym „The Lancet” artykuł, w którym zamieścił wyniki badań, które rzekomo wskazywały na związek między stosowaniem u dzieci szczepionki MMR a wystąpieniem u nich autyzmu i zapalenia jelit. W badaniu wzięło udział zaledwie 12 dzieci.
W wyniku dziennikarskiego śledztwa przeprowadzonego przez Briana Deera z The Sunday Times okazało się, że wyniki badania zostały sfałszowane. Wakefield otrzymał za swoją publikację 435 000 funtów od prawników działających na zlecenie rodziców, którzy domagali się odszkodowań od koncernów farmaceutycznych za rzekome szkody wywołane przez szczepionki. Publikacja została wycofana przez czasopismo Lancet w 2010, a sam Wakefield za swoje nieetyczne działania otrzymał naganę od brytyjskiego General Medical Council oraz zakaz wykonywania zawodu lekarza w Wielkiej Brytanii. 
W 2014 roku badanie przeprowadzone na 1,2 mln dzieci wykazało brak jakiegokolwiek związku między szczepionką na MMR a autyzmem.
W 2016 roku wyreżyserował pseudonaukowy film Vaxxed.
Jest działaczem ruchu antyszczepionkowego, propaguje stwierdzenia o niebezpieczeństwie szczepionek. W 2020 r. głosił, że szczepionki „nas zabiją”.